# Секвілл (парафія, Нью-Брансвік)
Секвілл (англ. Sackville) — парафія в Канаді, у провінції Нью-Брансвік, у складі графства Вестморленд.

## Населення
За даними перепису 2016 року, парафія нараховувала 1182 особи, показавши скорочення на 11,5%, порівняно з 2011-м роком. Середня густина населення становила 2 осіб/км².
З офіційних мов обидвома одночасно володіли 180 жителів, тільки англійською — 995, тільки французькою — 5. Усього 10 осіб вважали рідною мовою не одну з офіційних.
Працездатне населення становило 57,2% усього населення, рівень безробіття — 10,4% (11,1% серед чоловіків та 9,6% серед жінок). 91,3% осіб були найманими працівниками, а 7% — самозайнятими.
Середній дохід на особу становив $37 292 (медіана $31 104), при цьому для чоловіків — $42 871, а для жінок $31 333 (медіани — $34 347 та $28 832 відповідно).
34,8% мешканців мали закінчену шкільну освіту, не мали закінченої шкільної освіти — 19,9%, 45,3% мали післяшкільну освіту, з яких 30,8% мали диплом бакалавра, або вищий, 25 осіб мали вчений ступінь.
| Статево-вікова структура населення | Статево-вікова структура населення | Статево-вікова структура населення | Статево-вікова структура населення | Статево-вікова структура населення |
| ---------------------------------- | ---------------------------------- | ---------------------------------- | ---------------------------------- | ---------------------------------- |
|                                    |                                    |                                    |                                    |                                    |
| Всього                             | Всього                             | 50,8%49,2%                         |                                    |                                    |
| 0 — 14 років                       | 0 — 14 років                       |                                    | 15,6%                              | 15,6%                              |
| 15 — 64 років                      | 15 — 64 років                      |                                    | 65%                                | 65%                                |
| 65 і більше                        | 65 і більше                        |                                    | 19,4%                              | 19,4%                              |
| 85 і більше                        | 85 і більше                        |                                    | 0,8%                               | 0,8%                               |
| Середній вік (років)               | Середній вік (років)               | 43,544,5                           | 44,0                               | 44,0                               |
| Медіана (років)                    | Медіана (років)                    | 48,948,6                           | 48,7                               | 48,7                               |
| — чоловіки — жінки                 |                                    |                                    |                                    |                                    |

| Походження мешканців:     | Походження мешканців:     | Походження мешканців: | Походження мешканців: | Походження мешканців: |
| ------------------------- | ------------------------- | --------------------- | --------------------- | --------------------- |
| Походження                |                           |                       | осіб                  | %                     |
| Корінні американці        | Корінні американці        |                       | 65                    | 5.51%                 |
| Інше північноамериканське | Інше північноамериканське |                       | 700                   | 59.32%                |
| Європейське               | Європейське               |                       | 665                   | 56.36%                |
| британське                | британське                |                       | 575                   | 48.73%                |
| французьке                | французьке                |                       | 130                   | 11.02%                |
| українське                | українське                |                       | 10                    | 0.85%                 |
| Азійське                  | Азійське                  |                       | 15                    | 1.27%                 |

| Зайнятість населення за галузями (за класифікацією NOC): | Зайнятість населення за галузями (за класифікацією NOC): | Зайнятість населення за галузями (за класифікацією NOC): | Зайнятість населення за галузями (за класифікацією NOC): | Зайнятість населення за галузями (за класифікацією NOC): |
| -------------------------------------------------------- | -------------------------------------------------------- | -------------------------------------------------------- | -------------------------------------------------------- | -------------------------------------------------------- |
|                                                          |                                                          |                                                          |                                                          |                                                          |
| Управління                                               | Управління                                               |                                                          | 8,8%                                                     | 8,8%                                                     |
| Бізнес, фінанси та адміністрування                       | Бізнес, фінанси та адміністрування                       |                                                          | 8%                                                       | 8%                                                       |
| Природничі та прикладні науки                            | Природничі та прикладні науки                            |                                                          | 4,4%                                                     | 4,4%                                                     |
| Охорона здоров'я                                         | Охорона здоров'я                                         |                                                          | 8%                                                       | 8%                                                       |
| Освіта, правозахист, муніципальні та урядові служби      | Освіта, правозахист, муніципальні та урядові служби      |                                                          | 12,4%                                                    | 12,4%                                                    |
| Мистецтво, культура, відпочинок та спорт                 | Мистецтво, культура, відпочинок та спорт                 |                                                          | 1,8%                                                     | 1,8%                                                     |
| Роздрібна торгівля та послуги                            | Роздрібна торгівля та послуги                            |                                                          | 26,5%                                                    | 26,5%                                                    |
| Гуртова торгівля, транспорт та обладнання                | Гуртова торгівля, транспорт та обладнання                |                                                          | 21,2%                                                    | 21,2%                                                    |
| Природні ресурси, сільське господарство                  | Природні ресурси, сільське господарство                  |                                                          | 6,2%                                                     | 6,2%                                                     |
| Виробництво                                              | Виробництво                                              |                                                          | 2,7%                                                     | 2,7%                                                     |

## Клімат
Середня річна температура становить 5,7°C, середня максимальна – 22,8°C, а середня мінімальна – -13,7°C. Середня річна кількість опадів – 1 157 мм.
| Клімат поселення                              | Клімат поселення | Клімат поселення | Клімат поселення | Клімат поселення | Клімат поселення | Клімат поселення | Клімат поселення | Клімат поселення | Клімат поселення | Клімат поселення | Клімат поселення | Клімат поселення | Клімат поселення |
| Показник                                      | Січ.             | Лют.             | Бер.             | Квіт.            | Трав.            | Черв.            | Лип.             | Серп.            | Вер.             | Жовт.            | Лист.            | Груд.            |                  |
| Середній максимум, °C                         | −1,49            | −1               | 3,89             | 9,72             | 15,93            | 20,99            | 22,81            | 22,20            | 18,08            | 12,42            | 6,81             | 0,15             |                  |
| Середня температура, °C                       | −7,61            | −7,12            | −2,24            | 3,62             | 9,82             | 14,88            | 18,64            | 18,04            | 13,93            | 8,26             | 2,65             | −4               |                  |
| Середній мінімум, °C                          | −13,72           | −13,24           | −8,35            | −2,49            | 3,70             | 8,77             | 14,48            | 13,90            | 9,77             | 4,09             | −1,5             | −8,16            |                  |
| Норма опадів, мм                              | 106              | 83               | 99               | 85               | 93               | 89               | 92               | 85               | 91               | 109              | 110              | 115              |                  |
| Середньомісячна швидкість вітру, м/с          | 4.98             | 4.86             | 4.93             | 4.76             | 4.37             | 3.95             | 3.65             | 3.57             | 3.92             | 4.42             | 4.77             | 5.10             |                  |
| Середньомісячна сонячна радіація, кДж/м²·день | 5007             | 8407             | 12002            | 14991            | 18122            | 20419            | 20095            | 17676            | 13353            | 8469             | 4875             | 3806             |                  |
| --------------------------------------------- | ---------------- | ---------------- | ---------------- | ---------------- | ---------------- | ---------------- | ---------------- | ---------------- | ---------------- | ---------------- | ---------------- | ---------------- | ---------------- |
| Джерело:                                      |                  |                  |                  |                  |                  |                  |                  |                  |                  |                  |                  |                  |                  |